# Какэкотоба
Какэкотоба (яп. 掛詞／掛け言葉／懸詞, букв, "вертящееся [на стержне] слово", "поворотное слово") — приём в классической японской поэзии, преимущественно основанный на распространённой в японском языке омонимии (созвучии) и полисемии (многозначности) слов. Представляет собой омонимическую метафору, использование части слова либо одного или нескольких слов в семантическом отрезке таким образом, что этот звуковой комплекс несёт в себе одновременно два значения либо воспринимается двояко. Целью данного приёма является создание игры слов и появление дополнительных ассоциаций при прочтении, а также выражение максимального смысла минимумом слов.
Существует мнение, что на появление этого приёма оказало схожее явление в классической китайской поэзии — шуангуанцзы, однако какэкотоба отличается большим разнообразием и развивался согласно национальным традициям японской поэзии.
Чаще всего этот приём использовался в поэзии танка, где до XX века использовалась только лексика японского происхождения (ваго), содержащая много омонимов, без использования китаизированного слоя лексики (канго). Созвучные слова довольно часто, но не всегда, имеют разное иероглифическое написание, поэтому какэкотоба чаще всего записывали при помощи японской слоговой азбуки хирагана, делая написание одинаковым.
Какэкотоба могли становиться, например, следующие слова:
| Произношение слова (на русском) | Запись слова с помощью хирагана | Значение 1 + иероглифическое написание | Значение 2 + иероглифическое написание |
| мацу                            | まつ                            | ждать (待つ)                           | сосна (松)                             |
| наку                            | なく                            | плакать (泣く)                         | кричать (о животных) (鳴く)            |
| иро                             | いろ                            | цвет, краски (色)                      | любовь, чувство (色)                   |
| фуру                            | ふる                            | идти (о дожде) (降る)                  | стареть (古る、旧る)                   |
| токонацу                        | とこなつ                        | гвоздика китайская (常夏)              | вечное лето (常夏)                     |
| нагамэ                          | ながめ                          | любование (眺め)                       | долгий дождь (長雨)                    |
| аки                             | あき                            | осень (秋)                             | охлаждение чувств (飽き)               |
| мирумэ                          | みるめ                          | свидание, встреча (見る目)             | мирумэ (съедобная водоросль) (海松布)  |

## Виды какэкотоба
Какэкотоба бывают разнообразными, и можно рассмотреть несколько способов их использования.

### Основанный на “двукратном” использовании слова
Подразумевает использование слова таким образом, что оно стоит на стыке двух семантических отрезков, и в одном несёт одно значение, а в другом — другое, либо одновременно относится сразу к обоим семантическим отрезкам.

Пример:
Ханадори-но
Кумо ни исогу я
Иканобори
Птица в цветах
К облакам спешит
Бумажный змей
Мацуо Басё
Здесь в роли какэкотоба выступает глагол исогу (яп. 急ぐ, “спешить”), который стоит в середине стихотворения и может относиться одновременно и к птице, и к бумажному змею.

Какэкотоба может становиться не только одно слово, но и целая строфа. Этот приём особенно часто использовался в поэмах рэнга. Например, в поэме «Три поэта в Минасэ» (Минасэ сангин хякуин, 1488) есть такая последовательность из трёх строф:
37.
Кими о окитэ
Акадзу мо дарэ о
Омофурану  
38.      
Соно омокагэ ва    
Нитару дани наси  
39.
Кусаки саэ    
Фуруки мияко-но    
Ураминитэ     
37.      
Помимо тебя
неизменно мне любить
можно ли кого
38.      
с дивным обликом твоим
никому сравненья нет
39.      
даже травы, лес,
древний стольный град, тобой

опечалены
Строфы 37 и 38 образуют танку любовного содержания, 38 и 39 передают грусть по сожжённой и покинутой столице (следствие Смуты годов Онин), тем самым обращая всю 38 строфу в какэкотоба.

### Основанный на омонимии и полисемии
Подразумевает обыгрывание разных значений омонимичных или многозначных слов внутри семантического отрезка.

Пример:
Хана-но иро ва
Уцури ни кэри на
Итадзура ни
Вага ми ё ни фуру
Нагамэ сэси ма ни
Вот и краски цветов
поблекли, пока в этом мире
я беспечно жила,
созерцая дожди затяжные
и не чая скорую старость…
"Кокинвакасю", №113
Это стихотворение включает сразу несколько какэкотоба, точная передача которых в поэтическом переводе неосуществима. Ниже будут рассмотрены некоторые из них.
Иро в первой строке может нести значение “цвет”, “краски”, а может быть прочтено как “чувство”, “любовь”.
В последних двух строках два подряд какэкотоба фуру и нагамэ позволяют интерпретировать их несколькими разными способами, и следовательно эти строки несут в себе одновременно несколько смыслов. Так, фуру может означать “идти” (о дожде) (яп. 降る), нагамэ — “затяжные дожди” (яп. 長雨), и таким образом последние две строки оказываются поэтическим описанием погоды и примерно переводятся как “пока идут затяжные дожди”; в то же время фуру может иметь значение “стареть” (古る、旧る), а нагамэ — “созерцание”, “размышление” (яп. 眺め), и тогда строки обретают значение “размышляя о том, как я становлюсь старше” или “созерцая мое старение”.

### Основанный на обыгрывании известных топонимов
В таком случае известное географическое название используется в буквальном значении, раскладываясь на смыслы по отдельным иероглифам или созвучиям.
Примеры:
1. гора Оосака (яп. 逢坂 о:сака/аусака)  — “Склон встреч” (逢  “встречаться” и 坂 “склон”);
2. гора Отоко-яма (яп. 男山 отокояма)  — “Гора мужей” (男 “мужчина”, “муж” и 山 “гора”)[5];
3. Фукакуса (яп. 深草 фукакуса)  — "Густая трава" (深 "густой", "глубокий" и 草 "трава")[1].

В контексте такое применение топонимов можно проследить в следующем стихотворении:
Тоси о хэтэ
Сумикоси сато о
Идэтэ инаба
Итодо фукакуса
Но то я наринаму
Если покину то место,
Где так долго пробыл,
Поле вокруг
Ещё гуще
Травой зарастёт.
"Кокинвакасю", № 971
Здесь буквальное значение географического названия Фукакуса "густая трава" обращается в художественный образ заброшенности.

Иногда топонимы обыгрывались иначе, например, становясь частью другого слова. Такое использование можно встретить в следующем хайку:
Мата я тагуй
Нагара-но кава-но
Аюнамасу
И еще бесподобно
Намасу из форели,
Что в реке Нагара.
Мацуо Басё
Здесь топоним Нагара, складываясь с окружающими его словами, оказывается включен в слово тагуйнакаран, означающее “бесподобный”, и таким образом несёт в себе одновременно два значения.